# Como Faturar a Mulher do Próximo
Como Faturar a Mulher do Próximo é um filme brasileiro de 1981, com direção de José Miziara. O filme foi alvo de censura durante o período da ditadura militar brasileira.

## Elenco
- Bentinho
- Mário Benvenutti
- De Carlos
- Nadia Destro
- Zélia Diniz
- Serafim González
- Consuelo Leandro
- Felipe Levy
- Marlene Marques
- Roberto Maya
- José Miziara
- Flávio Porto
- Patrícia Scalvi
- Rosamaria Seabra